# Maratona aquática no Campeonato Europeu de Esportes Aquáticos de 2018 - 25 km feminino
Os 25 km da maratona aquática feminina da maratona aquática no Campeonato Europeu de Esportes Aquáticos de 2018 ocorreu no dia 12 de agosto no no lago Loch Lomond, em Luss no Reino Unido. 

## Calendário
| Fase  | Data         | Hora  |
| ----- | ------------ | ----- |
| Final | 12 de agosto | 09:10 |

Todos os horários estão no horário local (UTC+0)

## Medalhistas
| Ouro                | Prata                       | Bronze              |
| Arianna Bridi (ITA) | Sharon van Rouwendaal (NED) | Lara Grangeon (FRA) |

## Resultados
Esses foram os resultados da competição. 
| Pos.              | Nadadora              | Nacionalidade | Tempo           |
| ----------------- | --------------------- | ------------- | --------------- |
| Medalha de ouro   | Arianna Bridi         | Itália        | 5:19:34.6       |
| Medalha de prata  | Sharon van Rouwendaal | Países Baixos | 5:19:34.7       |
| Medalha de bronze | Lara Grangeon         | França        | 5:19:42.9       |
| 4                 | Angela Maurer         | Alemanha      | 5:21:12.5       |
| 5                 | Lisa Pou              | França        | 5:22:32.2       |
| 6                 | Anna Olasz            | Hungria       | 5:24:35.9       |
| 7                 | Esmee Vermeulen       | Países Baixos | 5:24:54.7       |
| 8                 | Anastasiya Krapyvina  | Rússia        | 5:24:56.6       |
| 9                 | Aurora Ponsele        | Itália        | 5:25:02.4       |
| 10                | Onon Sömenek          | Hungria       | 5:28:28.0       |
| 11                | Olga Kozydub          | Rússia        | 5:28:29.1       |
| 12                | Martina Grimaldi      | Itália        | 5:28:47.9       |
| 13                | Daria Kulik           | Rússia        | 5:32:19.8       |
| 14                | Lenka Štěrbová        | Chéquia       | 5:34:14.1       |
| —                 | Sarah Köhler          | Alemanha      | Não finalizaram |
| —                 | Finnia Wunram         | Alemanha      | Não finalizaram |